# Саливонки
Саливо́нки (укр. Саливонки) — село, входит в Белоцерковский район Киевской области Украины.
Население по переписи 2001 года составляло 2649 человек. Почтовый индекс — 08665. Телефонный код — 4571. Занимает площадь 8,777 км². Код КОАТУУ — 3221487101.

## Местный совет
08662, Київська обл., Білоцерківський р-н, смт Гребінки, проспект Науки, 2  (укр.)